# Şerif Gören
Şerif Gören   (Xanthi, 1 de juliol de 1944 - Mersin, 8 de desembre de 2024) va ser un director de cinema turc. A més de pel·lícules importants sota la seva pròpia autoria, també va ser el guanyador del premi Palma d'Or al 35è Festival Internacional de Cinema de Canes per la pel·lícula Yol, que havia dirigit en nom de Yılmaz Güney, que en aquell moment estava complint una pena de presó per l'assassinat del jutge de Yumurtalık Sefa Mutlu.

## Carrera
Gören va començar la seva carrera cinematogràfica com a editor, i després va continuar com a assistent de direcció de Yılmaz Güney. Ell i Güney van començar a dirigir Endişe (L'ansietat) en 1974, al principi de la qual cosa Güney va ser arrestat i enviat a presó. Gören va continuar dirigint Endişe, la qual cosa fa que Endişe sigui la primera pel·lícula dirigida principalment per ell. Endişe va ser una pel·lícula reeixida que va guanyar sis premis en el 12è Festival de Cinema de Antalya en 1975, incloent-hi Millor Pel·lícula Nacional i Millor Director Nacional
Va dirigir més de trenta pel·lícules en una dècada. Les seves activitats també van portar alguns problemes. Com es va exercir com a president de l'Associació de Directors de Cinema durant 1979-1980, va ser arrestat després del cop militar de 1980. Després del seu alliberament, va començar a dirigir Yol el 1981.

## Filmografia
- Umut (1970) (codirector amb Yılmaz Güney)
- Endişe(1974)
- Köprü (1975)
- Deprem (1976)
- İki Arkadaş (1976)
- Taksi Şoförü (1976/I)
- İstasyon (1977)
- Nehir (1977)
- Derdim Dünyadan Büyük (1978)
- Gelincik (1978)
- Almanya, Acı Vatan (1979)
- Aşkı Ben mi Yarattım? (1979)
- Kır Gönlünün Zincirini (1980)
- Feryada Gücüm Yok (1981)
- Herhangi Bir Kadın (1981)
- Yılanı Öldürseler (1981)
- Yol (1982) (amb Yılmaz Güney)
- Alişan (1982)
- Tomruk (1982)
- Derman (1983)
- Güneşin Tutulduğu Gün (1983)
- Firar (1984)
- Güneş Doğarken (1984)
- Kurbağalar (1985)
- Adem İle Havva (1986)
- Kan (1986)
- On Kadın (1987)
- Polizei (1988)
- Abuk Sabuk Bir Film (1990)
- Amerikalı (1993)
- Kırık Ayna (2002) (minisèrie)
- Serseri Aşıklar (2003) (minisèrie)
- Ah İstanbul (2006)

## Premis i reconeixements
Festival Internacional de Cinema de Canes
| Any  | Categoria      | Pel·lícula | Resultat  |
| ---- | -------------- | ---------- | --------- |
| 1982 | Palma d'Or     | Yol        | Guanyador |
| 1982 | Premi FIPRESCI | Yol        | Guanyador |